# Leopold von Kleist (Oberst, 1752)

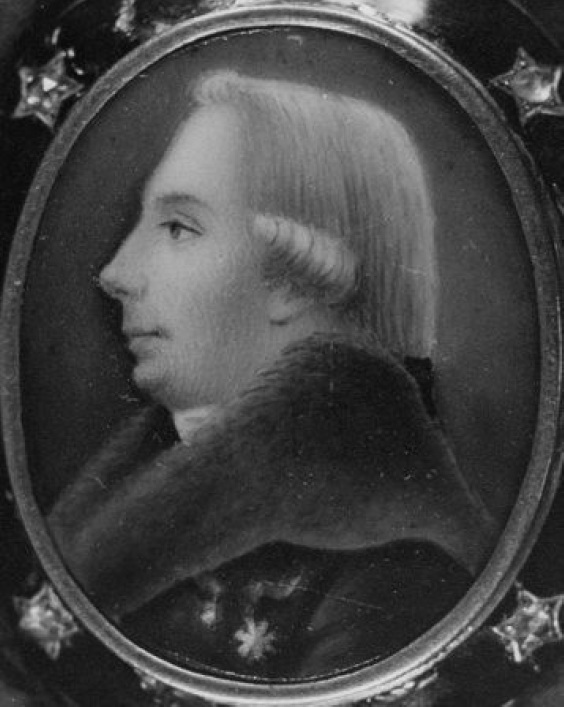
Leopold von Kleist

Leopold von Kleist (* 26. August 1752 in Zützen; † 12. September 1830 ebenda) war ein sächsischer Offizier, Ritter des Militär-St.-Heinrichs-Ordens und der Ehrenlegion.

## Leben

### Herkunft
Leopold von Kleist war der Begründer der Linie Zützen in der Niederlausitz seines aus Pommern stammenden uradeligen Geschlechts. Da Zützen damals zum Kurfürstentum Sachsen gehörte (preußisch wurde die Niederlausitz erst 1815), wurde er mit seiner Geburt sächsischer Untertan. Er war der fünfte Sohn des königlich-preußischen Obersten und Ritters des Ordens Pour le Mérite, Karl Wilhelm von Kleist (1707–1766), und der Eva Luise Eleonore von Schlomach (1726–1813), letzte genealogische Vertreterin ihrer briefadeligen Familie und Enkeltochter des Ernst Friedrich von Schlomach.

## Militärische Laufbahn
Kleist wählte den Beruf eines Offiziers. Er trat in das vornehme sächsische Kavallerieregiment „Prinz Albrecht Chevaux legers“ am 25. November 1757 als Fähnrich ein und stieg bis 1799 zum Major auf. Da das nunmehrige Königreich Sachsen mit Napoleon verbündet war und an dessen Kriegen aktiv teilnahm, ging sein Avancement von nun an schneller voran. Am 20. Dezember 1806 wurde er Oberstleutnant im Regiment „Prinz Johann Chevaux legers“, 1809 alsbald nach Beförderung zum Oberst Kommandeur des Regiments „Prinz Clemens Chevaux legers“. In dieser Eigenschaft zeichnete er sich besonders durch eine kühne Attacke unter den Augen seines Oberbefehlshabers Napoleon in der Schlacht bei Wagram aus. Für diese Attacke wurde er von seinem König mit dem Militär-St.-Heinrichs-Orden ausgezeichnet und von Napoleon zum Mitglied der französischen Ehrenlegion ernannt. Außerdem war er auch Ritter des Johanniterordens.
In der Folge des Aussterbens des Raddatzer Astes der Familie von Kleist im Jahr 1793 gelangte er auf Grund einer Entscheidung des Kösliner Hofgerichts 1797 mit zwei Brüdern und einem Vetter in den Besitz der elf pommerschen Raddatz-Juchower Lehngüter.
Am 6. Juni 1812 erhielt er seinen Abschied. Er zog sich nach Zützen zurück und erbte dieses Gut 1813 beim Tod seiner Mutter. 1819 wurde Zützen zusammen mit Gersdorf zu einem Majorat umgewandelt. Kleist wurde 1. Majoratsherr, besaß aber zusätzlich noch die nicht zum Majorat gehörigen Güter Schenkendorf, Raddatz, Neuendorf, Bramstädt, Nieder-Pankow, Klingbeck und Ober-Pankow. Er war verheiratet mit Friederike Auguste von Klitzing, mit der er vier Söhne hatte, darunter den Landrat und Politiker Gustav von Kleist und den Kammerherrn Xaver von Kleist.